# Weeb Ewbank
Wilbur Charles Ewbank, detto Weeb (Richmond, 6 maggio 1907 – Oxford, 17 novembre 1998), è stato un allenatore di football americano statunitense.
Guidò i Baltimore Colts a due vittorie del campionato NFL nel 1958 e 1959 e i New York Jets alla vittoria del Super Bowl III nel 1969. È l'unico allenatore ad aver vinto un campionato sia nella National Football League (NFL) che nella American Football League (AFL).

## Carriera professionistica
Durante il servizio militare, Ewbank fu l'assistente allenatore di Paul Brown nella squadra di football Naval Station Great Lakes fuori da Chicago. Terminato il servizio militare, Ewbank allenò per tre anni a livello universitario prima di riunirsi con Brown diventando assistente allenatore dei Cleveland Browns, una squadra professionistica della All-America Football Conference (AAFC). I Browns vinsero il campionato AAFC nel 1949 e il campionato NFL l'anno successivo, dopo che si furono trasferiti nella NFL.
Ewbank lasciò i Browns nel 1954 per diventare il capo-allenatore dei Baltimore Colts, una giovane franchigia della NFL che aveva faticato nella sua prima stagione. Nel 1956, Ewbank mise nel ruolo di quarterback Johnny Unitas, che in breve tempo diventò una stella e guidò un potente attacco che poteva contare sul wide receiver Raymond Berry e il fullback Alan Ameche alla vittoria del campionato NFL nel 1958. I Colts si confermarono campioni nel 1959 ma dopo che le prestazioni della squadra calarono, Weeb fu licenziato nel 1963. Fu presto assunto dai New York Jets, un'altra franchigia in difficoltà della AFL. Mentre nei suoi primi anni ebbe poco successo, Ewbank contribuì a rendere i Jets una candidata al titolo dopo aver firmato il quarterback Joe Namath nel 1965. I Jets vinsero il campionato AFL 1968, qualificandosi per il Super Bowl III dove batterono proprio i Colts in una delle più grandi sorprese della storia del football professionistico.
Ewbank, conosciuto per essere un allenatore dal temperamento pacato che preferiva l'utilizzo di strategie di gioco semplici ma ben eseguite, si ritirò dopo la stagione 1973 stabilendosi a Oxford, Ohio. Fu inserito nella Pro Football Hall of Fame nel 1978.

## Record come capo-allenatore
| Squadra    | Anno       | Stagione regolare | Stagione regolare | Stagione regolare | Stagione regolare    | Playoff | Playoff | Playoff                                                       |
| Squadra    | Anno       | Vinte             | Perse             | Pari              | Posizione            | Vinte   | Perse   | Risultato                                                     |
| ---------- | ---------- | ----------------- | ----------------- | ----------------- | -------------------- | ------- | ------- | ------------------------------------------------------------- |
| BAL        | 1954       | 3                 | 9                 | 0                 | 6° nella NFL Western | -       | -       | -                                                             |
| BAL        | 1955       | 5                 | 6                 | 1                 | 4° nella NFL Western | -       | -       | -                                                             |
| BAL        | 1956       | 5                 | 7                 | 0                 | 4° nella NFL Western | -       | -       | -                                                             |
| BAL        | 1957       | 7                 | 5                 | 0                 | 3° nella NFL Western | -       | -       | -                                                             |
| BAL        | 1958       | 9                 | 3                 | 0                 | 1° nella NFL Western | 1       | 0       | Vinse la NFL Championship contro i New York Giants            |
| BAL        | 1959       | 9                 | 3                 | 0                 | 1° nella NFL Western | 1       | 0       | Vinse il NFL Championship contro i New York Giants            |
| BAL        | 1960       | 6                 | 6                 | 0                 | 4° nella NFL Western | -       | -       | -                                                             |
| BAL        | 1961       | 8                 | 6                 | 0                 | 3° nella NFL Western | -       | -       | -                                                             |
| BAL        | 1962       | 7                 | 7                 | 0                 | 4° nella NFL Western | -       | -       | -                                                             |
| BAL Totale | BAL Totale | 59                | 52                | 1                 |                      | 2       | 0       |                                                               |
| NYJ        | 1963       | 5                 | 8                 | 1                 | 4° nella AFL East    | -       | -       | -                                                             |
| NYJ        | 1964       | 5                 | 8                 | 1                 | 3° nella AFL East    | -       | -       | -                                                             |
| NYJ        | 1965       | 5                 | 8                 | 1                 | 2° nella AFL East    | -       | -       | -                                                             |
| NYJ        | 1966       | 6                 | 6                 | 2                 | 3° nella AFL East    | -       | -       | -                                                             |
| NYJ        | 1967       | 8                 | 5                 | 1                 | 2° nella AFL East    | -       | -       | -                                                             |
| NYJ        | 1968       | 11                | 3                 | 0                 | 1° nella AFL East    | 2       | 0       | Vinse il Super Bowl contro i Baltimore Colts                  |
| NYJ        | 1969       | 10                | 4                 | 0                 | 1° nella AFL East    | 0       | 1       | Uscì all'Interdivisional Playoffs contro i Kansas City Chiefs |
| NYJ        | 1970       | 4                 | 10                | 0                 | 3° nella AFL East    | -       | -       | -                                                             |
| NYJ        | 1971       | 6                 | 8                 | 0                 | 3° nella AFL East    | -       | -       | -                                                             |
| NYJ        | 1972       | 7                 | 7                 | 0                 | 2° nella AFL East    | -       | -       | -                                                             |
| NYJ        | 1973       | 4                 | 10                | 0                 | 4° nella AFL East    | -       | -       | -                                                             |
| NYJ Totale | NYJ Totale | 71                | 77                | 6                 |                      | 2       | 1       |                                                               |
| Totale     | Totale     | 130               | 129               | 7                 |                      | 4       | 1       |                                                               |

## Palmarès

### Franchigia
- Campionati NFL: 2

Baltimore Colts: 1958, 1959
- Campionati AFL : 1

New York Jets: 1968
- Super Bowl : 1

New York Jets: Super Bowl III

### Individuale
- Allenatore dell'anno della NFL
- Formazione ideale di tutti i tempi della AFL
- Pro Football Hall of Fame (classe del 1978)
- New York Jets Ring of Honor